# Szabó Béla (statisztikus)
Szabó Béla (Hódmezővásárhely, 1883. szeptember 26. – Budapest, 1960. január 8.) statisztikus, a Központi Statisztikai Hivatal alelnöke, a KSH könyvtárának vezetője.

## Életútja
Hódmezővásárhelyi református család sarja, Szabó Lajos tanító és Kardos Anna fia volt. A helyi főgimnáziumban érettségizett 1902-ben. A Kolozsvári Magyar Királyi Ferenc József Tudományegyetemen szerzett államtudományi doktori címet 1908-ban. Az első világháborúban 1915 és 1918 között katonai szolgálatot teljesített. Megkapta a Bronz Katonai Érdemérem a kardokkal kitüntetést és a Károly-csapatkeresztet.
1908-ban, ideiglenes alkalmazottként lett a KSH munkatársa. A statisztikai alapvizsgát 1910-ben, a szakvizsgát 1911-ben tette le. 1910-től gyakornokként, 1912-től miniszteri segédfogalmazóként, 1918-tól fogalmazóként, 1919-től miniszteri titkárként, 1922-től osztálytanácsosként működött. 1925-ben a Magyar Statisztikai Társaság tagjává választották. 1936-ban miniszteri tanácsosi címet kapott. A következő években a KSH könyvtárának vezetése is rá hárult. 1940–1941 folyamán az Országos Közellátási Hivatalban tevékenykedett; itteni munkájáért kormányzói elismerésben részesült. 1942. június 30-án kinevezték a KSH alelnökévé. E minőségében – a világháborús körülmények között szükséges átszervezés eredményeként – a megállapított munkarend ellenőrzéséért, az ideiglenes munkaerők felvételéért, elbocsátásáért és díjazásáért, az otthoni és a rendkívüli munkák díjazásáért, a dologi kiadások és az anyagbeszerzések felülvizsgálatáért, az anyagkezelési számadások ellenőrzéséért és a hivatal épületei karbantartásának felügyeletéért felelt. 1944. június 30-án nyugdíjba vonult. Harmincöt éven át kifejtett szolgálatáért miniszteri osztályfőnöki címet kapott a kormányzótól.

## Munkássága
Pályája kezdetén választási statisztikával foglalkozott, és az árstatisztikai munkák vezetőjeként is kitűnt, de elsősorban a bűnügyi statisztika szakértőjének számított. Néhány egészségügyi témájú cikke is megjelent.

## Főbb művei
- La statistique des maladies vénériennes en Hongrie. Journal de la Société Hongroise de Statistique, 1930. 4. sz. 548–574. o.
- A veneriás betegek statisztikája. Magyar Statisztikai Szemle, 1930. 8. sz. 665–679. o.
- A fürdőstatisztika kérdései. Magyar Statisztikai Szemle, 1936. 5. sz. 452–455. o.
- Az 1926–1932. évi népmozgalom. Különlenyomat a Magyar statisztikai közlemények új sorozatának 97. kötetéből. Budapest, 1937, Szerző.
- Magyarország Trianontól napjainkig. Jogszolgáltatás. Magyar Statisztikai Szemle, 1938. 4. sz. 539–542. o.
- A visszacsatolt északi terület. Kivándorlás. Magyar Statisztikai Szemle, 1938. 11–12. sz. 1035–1038. o.